# Estrella doble (novela)
Estrella doble (título original en inglés: Double Star) es una novela de ciencia ficción escrita por Robert A. Heinlein en 1956. Apareció inicialmente serializada en los números de febrero, marzo y abril de 1956 de la revista Astounding Science Fiction y posteriormente ese mismo año la editorial Doubleday la publicó completa en tapa dura. La novela recibió el premio Hugo a la mejor novela de 1956 (el primero recibido por Heinlein).

## Argumento
La historia transcurre alrededor de un actor brillante del futuro, Lawrence Smythe ("El Gran Lorenzo"), quien considera que podría haberse convertido en un segundo Charlie Chaplin si no fuera por su egocentrismo y su carácter aislado. Al borde de la miseria al comienzo de la historia es contratado por un piloto espacial para representar a una importante figura pública. Lorenzo debe dejar atrás su personalidad egoísta y encarnar la figura de Joseph Bonforte, un líder político carismático de la oposición y antiguo primer ministro, que ha sido secuestrado por sus enemigos para evitar que reciba un gran honor por parte de los nativos marcianos, ser adoptado por una comunidad. Debido a las costumbres de los mismos, en caso de no hacer acto de presencia, por el motivo que sea, excepto la muerte, su honor se vería arrastrado por el cieno. Posteriormente, después de la adopción, Bonforte es encontrado, pero ha sido fuertemente drogado y sus facultades mentales han sido temporalmente afectadas. Eso obliga a Lorenzo a encarnar por un periodo prolongado la figura del político. Poco a poco Lorenzo va adquiriendo la personalidad de Bonforte transformándose de un ser egoísta en un personaje noble y tomando en ocasiones decisiones trascendentales.
Finalmente, Lorenzo termina ganando las elecciones anticipadas que su discurso termina provocando, y por la emoción, Bonforte fallece de una embolia que le tenía postrado. De ese modo, Lorenzo se ve forzado a adoptar la identidad de Bonforte de forma indefinida para no permitir que su legado caiga con él.

## Temas
Esta novela deja vislumbrar a través del personaje de Lorenzo-Bonforte gran parte de los ideales políticos de Heinlein.

## Recepción
En la Worldcon de 1956 celebrada en Nueva York la novela ganó el premio Hugo a la mejor novela del año.
En 2012, la novela fue seleccionada para ser incluida en la antología especial recopilatoria American Science Fiction: Nine Classic Novels of the 1950s ("Ciencia ficción americana: nueve novelas clásicas de los 1950") editada por Gary K. Wolfe.
El crítico John Clute en su obra The Encyclopedia of Science Fiction considera Estrella doble «probablemente su mejor novela adulta de los años 1950».

## Ediciones
Edición original
- 1956 Double Star. Doubleday, Doubleday science fiction: 186 págs. Garden City, New York

Ediciones en español
- 1957 Intriga estelar. Editora y Distribuidora Hispano Americana, S.A. (E.D.H.A.S.A.). Nebulae (1.ª época), 35: 215 págs. Barcelona
- 1963 Estrella doble. Ediciones Cénit., Ciencia-Ficción, 47: 227 págs. Barcelona
- 1987 Estrella doble. Ediciones Martínez Roca, S.A., Super Ficción (2ª época), 108: 178 págs. Barcelona ISBN 84-270-1169-5
- 1988 Estrella doble. Ediciones Roca, Super Ficción (2ª época), 108: 176 págs. México, D.F. ISBN 968-21-0581-1
- 2001 Estrella doble. La Factoría de Ideas, Solaris Ficción, 15: 212 págs. Arganda del Rey, Madrid ISBN 84-8421-420-6